# Adesmia tehuelcha
Adesmia tehuelcha là một loài thực vật có hoa trong họ Đậu. Loài này được Speg. miêu tả khoa học đầu tiên.